# Металофонд

Стан металофонду України у 1990—2005 рр.

Металофо́нд — сумарний обсяг металу, який знаходиться на території держави. Значною мірою визначається рівнем споживання металу, а також заходами по захисту металофонду від корозії.
Металофонд включає вторинні ресурси — металобрухт.

## Металофонд України
На початок 2007 р. металофонд України становив 590—600 млн т.
Зношеність металофонду України значна. З понад 28 тис. залізничних і автодорожніх мостів, 14 % залізничних та 46 % автодорожніх не відповідають правилам експлуатації, а серед мостів, що знаходяться у комунальній власності ця цифра сягає близько 75 %. Близько 20 % (17 тис. км) водопровідних і 10 % (5,3 тис. км) каналізаційних мереж знаходяться в аварійному стані і потребують заміни, що призвело зростання кількості аварій у комунальному господарстві населених пунктів. Оновлення повністю зношеного металофонду потребує заміни 320 млн т металу.
Сума інвестицій для підтримки металофонду у працездатному стані становить 150 млрд грн., а за умов повного оновлення — 4 000 млрд грн.